# 伊法特苏丹国
伊法特苏丹国是中世纪的一个穆斯林国家，位于非洲之角。伊法特苏丹国由瓦拉什马王朝建立，国家的中心是在塞拉和谢瓦古城。王国统治了今天埃塞俄比亚的东部、吉布提和索马里北部的部分地区。